# Mortician
Mortician es una banda estadounidense de deathgrind formada en 1989 en los estados de Yonkers, Nueva York y Long Pond, Pensilvania, por Will Rahmer (bajo/voz) y Matt Sicher (batería). La banda se inició bajo el nombre de Casket. Tras componer lo que sería su primera canción titulada «Mortician» el conjunto decide renombrarse bajo el mismo nombre. La lírica de las canciones de Mortician se enfoca y relaciona con el contenido gore. Actualmente están auspiciados por la distribuidora discográfica Redrum Records y se les considera dentro de los líderes en la escena del deathgrind estadounidense junto con Suffocation, Immolation, Incantation y Malignancy.

## Biografía
Los orígenes del grupo se remontan al año de 1989 cuando Will Rahmer (bajo/voz) y Matt Sicher (batería) iniciaron una proyecto musical bajo el nombre de Casket, seguidamente integran a Matt Harshner (guitarra). Tras componer su primera canción Mortician el conjunto decide renombrarse bajo el mismo nombre. En diciembre de ese mismo año (1989) graban lo que sería su primer demo Rehearsal 12/14/89 en el sótano de Matt Sicher de forma independiente, el demo salió el 14 de diciembre y fue limitado entre 20 a 30 copias y entregado a amigos y otras bandas, con fines publicitarios.
A mediados de febrero de 1990 la banda prepara un siguiente demo lanzado de forma independiente bajo el nombre de Demo 1, el cual incluye las anteriores canciones presentadas en su primer demo Rehearsal 12/14/89 junto con una introducción y una conclusión instrumental, se estima que se distribuyeron una cantidad aproximada de 600 copias. En diciembre del mismo año la productora Saraphic Decay Records les ofrece grabar un EP el cual contendría las mismas canciones de su primera producción Rehearsal 12/14/89 el EP fue lanzado bajo el nombre de: Brutally Mutilated en la que las guitarras fueron cortesía de John McEntee actual guitarrista de Incantation, debido al retiro de Matt Harshner de la banda. La grabación fue lanzada en diciembre del mismo año y la grabación se limitó a solo 1000 copias.
Para enero de 1991 se integra a la banda el actual guitarrista Roger J. Beaujard y emprenden una intensa gira por todo el noreste de los Estados Unidos, durante esa serie de presentaciones la disquetera Relapse Records les contactan para ofrecerles producir un EP: Mortal Massacre. el cual fue lanzado el 3 de agosto del mismo año. La banda continuó con sus presentaciones por diversos festivales y preparando lo que sería su primera larga duración.
A principios de 1992 expulsan al baterista Matt Sicher por su excesivo consumo de drogas y falta de compromiso con la banda e inmediatamente buscan un reemplazo, finalmente al percatarse de que ninguna persona podía equiparar la velocidad de ejecución de Matt Sicher en la batería, se internan por caminos experimentales, Will Rahmer y Roger J. Beaujard deciden complementar su banda con una cajas de ritmos, que los acompañan hasta la fecha en sus grabaciones de estudio. Cabe mencionar que Matt Sicher falleció poco después debido a su excesivo consumo de drogas.
En 1993 Will Rahmer y Roger J. Beaujard deciden por hacer una compilación completa de su obra, lanzando al mercado Mortal Masacre (no confundir con Mortal Masacre de 1991), el cual se encuentran todas las pistas grabadas anteriormente en estudio y en vivo. En todo este periodo la banda se encuentra ensayando con diversos bateristas.
Para el año 1994 y tras ensayar con varios bateristas Will Rahmer y Roger J. Beaujard presentan problemas personales, por lo que posponen su proyectos de la banda hasta el verano de este año donde vuelven al estudio para grabar el EP: House by the Cemetery, el cual fue lanzado al mercado el 16 de septiembre del mismo año.
Will Rahmer se refiere a este periodo como: el año oscuro, debido a la poca actividad que ha tenido la banda, problemas personales y por la búsqueda de un baterista desde 1993 sin resultado alguno.
Para 1995 Relapse Records contacta a la banda para ofrecerles grabar una canción para un disco compilatorio Death is Just the Beginning III, la canción que se presentó fue «Blown to Pieces» grabada en agosto de 1994 con la ayuda de la caja rítmica en la batería. Tras este punto la banda decide grabar sus composiciones con la caja rítmica en la batería en sus futuras grabaciones de estudio. Seguidamente se graba el nuevo EP: House by the Cemetery (No confundir con el de 1994), a diferencia del anterior este contiene 5 nuevas canciones, entre ellas 2 covers los cuales son «Procreation (Of the Wicked)» de Celtic Frost y «Scum» de Napalm Death. El resto del año la banda se dedicó a realizar conciertos con guitarristas suplentes, mientras Roger J. Beaujard tocaba la batería.
En abril de 1996, el conjunto se enfoca en componer para lanzar su primer álbum de larga duración, Desmond Tolhurst bajista de uno de los proyectos en los que Roger J. Beaujard participaba llamado: Malignancy se ofreció a ayudar en la producción. La banda firma un contrato con Relapse Records para finalmente lanzar al mercado a mediados de julio su CD: Hacked Up for Barbecue. El Álbum contiene 24 canciones, 16 de estas datan entre 1990 - 1996, y 8 regrabadas (3 de Rehearsal 12/14/89, 1 de EP: Mortal Massacrey 4 de Mortal Massacre la compilación. El Disco tiene una duración de 49 minutos.
En 1997 Will Rahmer y Roger J. Beaujard contactan nuevamente con Desmond Tolhurst, para grabar un sencillo con el nombre de Zombie Apocalypse bajo la producción de Relapse Records, esta vez Desmond Tolhurst tendrá participación en la guitarra. El sencillo salió a la venta con 4 nuevas canciones. Para el 17 de febrero de 1998 Will Rahmer, Roger J. Beaujard y Desmond Tolhurst, graban un nuevo EP con el nombre de Zombie Apocalypse, mismo que usaron para el sencillo de 1997, agregan 6 nuevas canciones, 2 de ellas son covers los cuales son «F.O.D. (Fuck of Death)» de Slaughter y «Horrified» de Repulsion. En este mismo año colaboran para la producción de una banda sonora de una película titulada ‘’Gummo’’, con la canción «Skin Peeler».
Ya en 1999 la banda graba una compilación de manera independiente de vídeos en VHS llamada Home Videos Part I, presentando sus canciones en vivo en varias ciudades y conciertos. Aquel mismo año el 6 de julio graban lo que sería su segundo disco de estudio Chainsaw Dismemberment bajo el sello discográfico de Relapse Records el cual sería limitado a 1000 copias.
Para el año 2000, la banda se enfoca en la producción de un nuevo álbum de larga duración, bajo el sello discográfico Relapse Records, la grabación termina en julio de este año, bajo motivos desconocidos el lanzamiento del álbum Domain of Death fue aplazado para el 17 de abril de 2001. El álbum contiene 17 nuevas canciones y una duración aproximada de 36 minutos.
Después del lanzamiento de Domain of Death la banda se prepara para una nueva producción, para el año 2002 presentan un nuevo sencillo: Darknes Day of Horror Tour Edition, de manera Independiente. Este sencillo contiene 20 nuevas canciones, con una duración aproximada de 39 minutos. Inmediatamente después del lanzamiento del sencillo preparan la producción y grabación de un disco compilatorio el cual tendrá por nombre Final Bloodbath Session el cual contiene una compilación de 27 canciones de sus trabajos anteriores con la diferencia de la utilización de una batería real la cual fue ejecutada por Roger J. Beaujard y las guitarras fueron cortesía de Ron Kachnic. La compilación fue auspiciada por el sello discográfico Primitive Recordings.
A principios del año 2003 Relapse Records contacta a la banda para ofrecerles grabar un nuevo álbum de estudio, el cual tendría por nombre Darknes Day of Horror, el cual se diferencia del anterior sencillo: Darknes Day of Horror Tour Edition por presentar algunas escenas de películas con temática gore. el álbum salió a la venta el día 22 de abril del mismo año, su contenido son las 20 canciones del anterior sencillo Darknes Day of Horror Tour Edition.
Para el año 2004 el sello discográfico Hells Headbangers Records les ofrece grabar un Split junto con la banda Fleshgrind, cuyo título sería Living Dead, este contiene 13 canciones en las cuales 8 son de Mortician y las 5 restantes de Fleshgrind. Seguidamente después de la producción del Split, el sello discográfico Crash Music Inc, les contacta para grabar un nuevo álbum en vivo, Zombie Massacre Live el cual fue lanzado al mercado el 27 de julio de 2004. Contiene 37 canciones las cuales fueron grabadas en vivo de 6 conciertos diferentes, con una duración promedio de una hora. Tres meses después (octubre) la banda lanzaría al mercado un álbum de larga duración: Re-Animated Dead Flesh de manera independiente, con 22 nuevas canciones y una duración aproximada de 39 minutos.
Desde el año 2004 en adelante la banda realiza varios conciertos, hasta mediados de octubre del año 2005 momento en el cual Relapse Records los contacta para ofrecerles producir un Split: Relapse Singles Series Vol. 5, junto con las bandas: Afflicted, Mythic y Candiru, el Split fue lanzado al mercado el 25 de octubre de 2005, con 10 canciones, entre las cuales 3 fueron de Mortician.
Seguidamente de su Split anterior en el año 2005, la banda sigue ofreciendo conciertos en varias ciudades. A mediados de mayo del 2007 el sello discográfico Noiseville les contacta para ofrecerles producir un Split: Yonkers Death - Unreleased Death Metal Comp from 1991, junto con las bandas: Malignancy, Deathrune y Alive, el Split fue lanzado el 17 de mayo de 2007, el cual contiene 6 canciones de las cuales solo dos son de Mortician. Actualmente este Split ha sido su última grabación hasta la fecha.
Después de lanzar al mercado el Split: Yonkers Death - Unreleased Death Metal Comp from 1991, Will Rahmer funda el sello discográfico Redrum Records, actualmente la banda se mantiene patrocinada por este mismo hasta la fecha.
Después de presentarse en algunos shows con bateristas, los actuales Mortician, Will Rahmer y Roger J. Beaujard, (quien se encarga de programar la caja rítmica), se han convertido en una de las bandas más controversiales del mundo, que les ha servido también para ganarse el halagador apodo, por parte de los que gustan de la estridencia, de «la banda más jodidamente brutal del universo».

## Discografía
Demos
- Rehearsal 12/14/89 (1989)
- Demo No.1 (1990)

Álbumes
- Hacked up for Barbecue (1996)
- Chainsaw Dismemberment (1999)
- Domain of Death (2001)
- Darkest Day of Horror (2003)
- Re-Animated Dead Flesh (2004)

EPs
- Brutally Mutilated (1990)
- Mortal Massacre
- House by the Cemetery	(1994	)
- House by the Cemetery
- Zombie Apocalypse

Sencillos
- Zombie Apocalypse (1997)
- Darkest Day of Horror Tour Edition

Recopilatorios
- Final Bloodbath Session
- Mortal Massacre

Splits
- Living Dead	2004
- Relapse Singles Series Vol. 5	2005
- Yonkers Death - Unreleased Death Metal Comp from 1991 (2007)

Videos
- Home Videos Volume I (1999)

Colaboraciones
- Gummo banda sonora ("Skin Peeler")
- Traces of Death III: Dead and Buried banda sonora ("Traces of Death")

Álbum en vivo
- The Final Bloodbath Session (2002)
- Zombie Massacre Live (2004)